# Хикори-Гроув (Иллинойс)
Хикори-Гроув — невключённая территория в округе Адамс (штат Иллинойс, США).

## География
Находится на окраине Куинси и является вторым по численности населения из его пригородов. Часть территории Хикори Гроув пролегает вдоль федерального шоссе № 172.

## Название
Жители, а также ряд источников называют Хикори-Гроув Милл-Крик (Мельничный ручей) по названию небольшой местной реки. Это название не является официальным, так как в Иллинойсе уже есть деревня Милл-Крик (в округе Юнион).